# لوئیس کریستالدو
لوئیس کریستالدو (انگلیسی: Luis Cristaldo؛ زادهٔ ۳۱ اوت ۱۹۶۹) بازیکن فوتبال اهل آرژانتین است.
از باشگاه‌هایی که در آن بازی کرده‌است می‌توان به باشگاه فوتبال اسپورتینگ خیخون اشاره کرد.
وی همچنین در تیم ملی فوتبال بولیوی بازی کرده‌است.